# Альтес-Ландгут (станція метро)
48°09′45″ пн. ш. 16°22′59″ сх. д. / 48.1625° пн. ш. 16.3831° сх. д.
«Альтес-Ландгут» (нім. Altes Landgut, в перекладі — старий маєток) — станція Віденського метрополітену, розміщена на лінії U1 між станціями «Алауда-гассе» та «Трост-штрасе». Відкрита 2 вересня 2017 року у складі дільниці «Ройманн-плац» — «Оберлаа».
Розташована в 10-му районі Відня (Фаворитен), під однойменною площею (більш відомою як Фаворитенська розв'язка), яка отримала назву від маєтку, який колись був розташований у цій місцевості. Має виходи на цю площу і на вулицю Фаворитен-штрасе.